# Лебедєв Євген Іванович
Євген Іванович Лебедєв (23 грудня 1923, село Чернево Тверської губернії, тепер Тверської області, Російська Федерація — 18 лютого 1974, місто Ленінград, тепер місто Санкт-Петербург, Російська Федерація) — радянський державний діяч, новатор виробництва, шліфувальник машинобудівного і металургійного Кіровського заводу Міністерства оборонної промисловості СРСР міста Ленінграда. Член ЦК КПРС у 1971—1974 роках. Герой Соціалістичної Праці (26.04.1971).

## Життєпис
Народився в селянській родині. У 1940 році закінчив сім класів неповної середньої школи.
У 1940 — 18 лютого 1974 року — шліфувальник, бригадир шліфувальників машинобудівного і металургійного Кіровського заводу міста Ленінграда.
Член КПРС з 1958 року.
Указом Президії Верховної Ради СРСР («закритим») від 26 квітня 1971 року за видатні досягнення у виконанні завдань п'ятирічного плану і організацію виробництва нової техніки Лебедєву Євгену Івановичу присвоєно звання Героя Соціалістичної Праці з врученням ордена Леніна і золотої медалі «Серп і Молот». Став зачинателем руху ленінградців під девізом «П'ятиденне завдання — за чотири дні!».
Помер 18 лютого 1974 року після тривалої важкої хвороби. Похований в Ленінграді (Санкт-Петербурзі) на Красненькому цвинтарі.

## Нагороди і звання
- Герой Соціалістичної Праці (26.04.1971)
- орден Леніна (26.04.1971)
- орден Жовтневої Революції (24.01.1973)
- орден Трудового Червоного Прапора (28.07.1966)
- медалі
- Державна премія СРСР (1976, посмертно)